# Benjamin Dahlke
Benjamin Dahlke (* 21. Mai 1982 in Bad Driburg) ist ein deutscher katholischer Theologe. Er ist Professor für Dogmatik an der Universität Eichstätt.

## Leben
Nach Studien der Philosophie und Theologie in Paderborn, München und Princeton wurde er 2009 an der Johannes Gutenberg-Universität Mainz bei Leonhard Hell zum Dr. theol. promoviert. In Mainz erfolgte auch die Habilitation (2015). Dahlke arbeitete als Diakon in Herne und nach der Priesterweihe und kurzer Aushilfszeit in Bad Driburg als Vikar in Dortmund (2011–2016). Parallel nahm er einen Lehrauftrag an der Universität Duisburg-Essen wahr (2014–2016). Danach erhielt er ein Forschungsstipendium am Boston College (2016–2017). 2017–2021 war er Professor für Dogmatik und Dogmengeschichte an der Theologischen Fakultät Paderborn. Damit stand er in der direkten Nachfolge von Heribert Mühlen, der dieses Amt von 1964 bis 1997 innehatte. Zum Wintersemester 2021 wechselte er auf den Lehrstuhl für Dogmatik und Dogmengeschichte an der Katholisch-Theologischen Fakultät der Universität Eichstätt (Nachfolge Manfred Gerwing).
2010 erhielt er den Hanns-Lilje-Preis.

## Schriften
- Die Missio Ferdinandea. Geschichte und Entwicklung einer Missionsstiftung. Verlag Traugott Bautz, Nordhausen 2007, ISBN 978-3-88309-407-6.
- Die katholische Rezeption Karl Barths. Theologische Erneuerung im Vorfeld des Zweiten Vatikanischen Konzils (= Beiträge zur historischen Theologie. Band 152). Mohr Siebeck, Tübingen 2010, ISBN 978-3-16-150382-5.
  - Karl Barth, Catholic Renewal and Vatican II (= T&T Clark Studies in Systematic Theology. Band 17). T&T Clark, London / New York 2012.
- Kritische Orthodoxie. Zum Umgang evangelischer und anglikanischer Theologen mit der Lehrformel von Chalcedon (= Konfessionskundliche und kontroverstheologische Studien. Band 80). Bonifatius, Paderborn 2017, ISBN 978-3-89710-699-4.
- mit Bernhard Knorn: Eine Autorität für die Dogmatik? Thomas von Aquin in der Neuzeit. Herder, Freiburg im Breisgau 2018, ISBN 978-3-451-81868-4.
- mit Hans-Peter Großhans: Ökumene im Denken. Karl Barths Theologie und ihre interkonfessionelle Rezeption. Evangelische Verlagsanstalt, Leipzig 2020.
- mit Bernd Irlenborn: Zwischen Subjektivität und Offenbarung. Gegenwärtige Ansätze systematischer Theologie. Herder, Freiburg im Breisgau 2021, ISBN 978-3-451-38826-2.
- Katholische Theologie in der „Sattelzeit“. Ein Überblick. Aschendorff, Münster 2022. ISBN 978-3-402-24916-1.
- Katholische Theologie in den USA. Herder, Freiburg im Breisgau 2024. ISBN 978-3-451-39776-9.